# Pletes de Mont-ros
Les Pletes de Mont-ros és una obra de Sant Ramon (Segarra) inclosa a l'Inventari del Patrimoni Arquitectònic de Catalunya.

## Descripció
Pletes situades a la part baixa del nucli abandonat de Mont-ros. Es tracta de cabanes on es resguardava el ramat i el pastor de les inclemències del temps. Estaven formades per una part totalment coberta, que era utilitzada pel pastor, una part coberta amb volta però descobertes per la part del davant, utilitzaca pel ramat.
En aquestes pletes només es conserva la part utilitzada pel ramat, formada per la successió de dues voltes de canó, una de les quals està parcialment derruïda, realitzades amb paredat i carreus irregulars units en sec i amb coberta exterior de lloses de pedra i terra per donar major compacitat a la volta.